# 오홍석
오홍석(1927년 12월 12일~2008년 9월 10일)은 대한민국의 정치인이다. 제8·10·11대 국회의원을 지냈다.

## 역대 선거 결과
|  | 4.34% |

|  | 32.7% |

|  | 44.4% |

|  | 15.91% |

|  | 29.31% |

|  | 23.04% |

|  | 18.65% |